# Магдалена Абаканович
Марта Магдалена Абакано̀вич-Космо̀вска (на полски: Marta Magdalena Abakanowicz-Kosmowska е полска скулпторка, авторка на инсталационно изкуство, преподавателка във висши училища.
Известна е със своите мащабни фигурални пространствени композиции върху плат, като използва и други материали, като камък, дърво и бронз. Нейните творби са наричани на нея абакани. Има над 100 изложби по целия свят.
Дипломира се в художествените академии (Академии за изящни изкуства) във Варшава (1954) и Гданск (Сопот). Преподава в Художествената академия в Познан от 1965 до 1990 г., където става професорка през 1979 година.
В младостта си е състезателка по лека атлетика – в Гдиня и в Гданск. Сред спортните ѝ успехи са:
- областно първенство (1947 – 1948), бягане на къси и средни разстояния – 3 медала (златен, сребърен, бронзов);
- републиканско първенство (1948), бягане с препятствия и щафета х 50 м – 2 бронзови медала[2].

### Почетни докторати
- 1974: Кралски колеж за изкуства, Лондон
- 1992: Провидънс (САЩ)
- 1997: Академия за изящни изкуства, Лодз
- 2000: Институт Прат, Ню Йорк
- 2001: Масачузетски колеж за изкуства, Бостън
- 2002: Институт за изкуства, Чикаго
- 2002: AАкадемия за изящни изкуства, Познан
- Училище по дизайн на Роуд Айлънд

## Галерия
- Скулптурна група „Неразпознатите“, Познан
- Скулптурна група „Неразпознатите“, Познан (детайл)
- Скулптури на Абаканович в „Розовия двор“ на Императорския дворец в Познан
- Скулптурна група в музея на открито край Вилнюс
- Скулптурна група в Израелския музей в Йерусалим
- Скулптурна група в Израелския музей в Йерусалим
- Скулптура „Мутант“ в музея в Неандертал
- Скулптурна група „Дворът на крал Артур“ („Магът и Парсивал“) в Бад Хомбург